# Mentzelia pterosperma
Mentzelia pterosperma là một loài thực vật có hoa trong họ Loasaceae. Loài này được Eastw. mô tả khoa học đầu tiên năm 1896.